# I Want You Back
"I Want You Back"은 잭슨 파이브가 1969년에 발표한 곡이자 첫 발매한 싱글이며, 1970년대 초반 밴드와 모타운 레이블의 최고 인기곡이었다.

## 트와이스 버전
〈I WANT YOU BACK〉은 대한민국의 걸 그룹 트와이스의 디지털 싱글이다. 2018년 6월 15일에 워너 뮤직 재팬에서 발매되었다. 잭슨 파이브의 노래를 커버한 곡이며 일본에서 2018년 8월 1일에 개봉한 《철벽선생》의 주제가로 사용되었다.

### 발매일
| 국가     | 날짜            | 포맷        | 레이블         |
| 일본     | 2018년 5월 16일 | 디지털 음원 | 워너 뮤직 재팬 |
| 세계     | 2018년 5월 16일 | 디지털 음원 | 워너 뮤직 재팬 |
| 대한민국 | 2018년 5월 16일 | 디지털 음원 | 아이리버       |

### 참조주
1. ↑  “I WANT YOU BACK - Single” (일본어). 2018년 6월 15일.
2. ↑  “I WANT YOU BACK”. 2018년 5월 16일.